# گمینا کوشلین
گمینا کوشلین (به لهستانی:  Gmina Kuślin) یک گمینا در لهستان است که در شهرستان نوو تومشل واقع شده‌است. گمینا کوشلین ۱۰۶٫۳۱ کیلومتر مربع مساحت و ۵٬۵۷۱ نفر جمعیت دارد.